# براين روسوم
براين روسوم (بالإنجليزية: Brian Rowsom)‏ مواليد 23 أكتوبر 1965 في نيوآرك، هو لاعب كرة سلة أمريكي سابق. بدأ مسيرته الاحترافية في سنة 1987. تم اختياره من قبل فريق إنديانا بايسرز خلال الدرافت. يبلغ طوله 6 قدم 9 بوصة (2.1 م). اعتزل اللعب في 1998.

## المسيرة الاحترافية
لعب مع إنديانا بايسرز في سنة 1987، ثم لعب مع شارلوت هورنتس من سنة 1988 إلى 1990، ثم لعب مع مانشستر جاينتز في موسم 1997–1998.

## روابط خارجية
- براين روسوم على موقع إن بي أي (الإنجليزية)
- براين روسوم على موقع سبورتس رفرنس (الإنجليزية)
- براين روسوم على موقع كلية كرة السلة في سبورتس رفرنس.كوم (الإنجليزية)
- براين روسوم على موقع ريلجم (الإنجليزية)
- براين روسوم على موقع بروبوليرز (الإنجليزية)